# Konfederacja Zbrojna
Konfederacja Zbrojna – nazwa pionu wojskowego organizacji konspiracyjnej Konfederacja Narodu, działającego od stycznia 1941 r., we wrześniu tegoż roku podporządkowanego Związkowi Walki Zbrojnej.

## Geneza
Pion  wojskowy Konfederacji Narodu nosił początkowo nazwę Skonfederowanych Oddziałów Wojskowych. W marcu 1941 roku została ona zmieniona na Konfederacja Zbrojna. Wiązało się to z jednej strony z konsolidacją oddziałów wojskowych organizacji tworzących Konfederację Narodu, z drugiej – z większą autonomią pionu wojskowego w ramach tej organizacji.

## Struktura organizacyjna

### Komenda i Sztab Główny
Naczelny Komendant - mjr Jan Włodarkiewicz (ps. "Jan Darwicz")
Sztab Główny
Szef Sztabu Głównego – płk dypl. inż. Tadeusz Kurcyusz (ps. "Fiszer")
- Oddział I (organizacyjno-mobilizacyjny) – mjr Andrzej Grochowski (ps. "Florian"),
- Oddział II (informacyjno-wywiadowczy) – mjr/ppłk Józef Pater (ps. Orlot),
- Oddział III (wyszkoleniowo-operacyjny) – kpt./mjr NN (ps. "Tol"),
- Oddział IV (zaopatrzenia i służb specjalnych) – mjr Zygmunt Roguski, ps. ("Naczelnik")
- Oddział V (transportowo-komunikacyjny) – por. rez. inż. Adam Koczorowski,
- Oddział VI (inspekcyjny) – ppłk dypl. Franciszek Julian Znamirowski (ps. "Profesor Witold")

### Struktura terytorialna
Struktura terytorialna KZ opierała się w założeniu o podział na okręgi, obwody (od 3 do 9 powiatów) i powiaty.
- Okręg I  Miasto Stołeczne Warszawa
  - stan: 2197 osób (19 kompanii)
  - komendant: mjr/ppłk Zygmunt Bohdanowski (ps. "Bohdan")
  - brak podziału na obwody.

- Okręg II Warszawski
  - stan: 4875 osób (83 kompanie pełne i 24 zawiązkowe)
  - komendant: mjr/płk NN (ps. "Józef")
  - obwody:

A – Siedlce
B – Warszawa Wschód
C – Warszawa Zachód
D – Skierniewice
E – Płońsk
- Okręg III Lubelski
  - stan – 13333 osób (48 kompanii pełnych i 20 zawiązkowych)
  - komendant – mjr NN (ps. "Maciej")
  - obwody:

F – Lublin
G – Zamość
- Okręg IV Kielecki
  - stan: 2240 osób (108 kompanii pełnych i 24 zawiązkowe)
  - komendant: kpt. Jan Minasiewicz (ps. "Rafał"), następnie mjr/ppłk Stanisław Mirecki (ps. "Butrym")
  - obwody:

H – Radom
I – Kielce
J – Sandomierz
- Okręg V Krakowski
  - stan: brak danych na temat liczby osób (42 kompanie pełne i 2 zawiązkowe)
  - komendant: mjr Eugeniusz Gajewski (ps. "Tytus Rola")
  - obwody:

K – Kraków
L – Tarnów
M – Rzeszów
N – Nowy Sącz
Powyższe dane na temat stanu liczebnego pochodzą z notatek i meldunków organizacyjnych z okresu od lipca do września 1940. Według meldunku szefa Oddziału I Sztabu Głównego KZ z 11 maja 1941 siły organizacji liczyły 30 187 ludzi zorganizowanych w 335 kompanii (w tym 41 zawiązkowych) i 3 samodzielne plutony (w tym 1 zawiązkowy). Na podstawie tych danych szacuje się ogólną rzeczywistą liczbę członków KZ na 25-30 tys. osób.

## Działalność
Działalność KZ w okresie od stycznia do września 1941 roku skupiała się przede wszystkim na realizacji zadań o charakterze organizacyjnym i szkoleniowym. Przeprowadzano również liczne akcje sabotażowe: uszkadzano maszyny w zakładach przemysłowych produkujących na potrzeby okupanta, niszczono tabor kolejowy (głównie w Okręgu Kieleckim). Dwukrotnie wysadzano za pomocą trotylu wagony ze sprzętem wojskowym.
Kontynuowano działalność wywiadowczą prowadzoną wcześniej przez Tajną Armię Polską, jednak aresztowanie w marcu 1941 r. Tadeusza Dobrowolskiego (ps. "Aleksander"), szefa jednej z sekcji Wydziału II Sztabu Głównego, doprowadziło do znacznego osłabienia aktywności na tym polu.
Zlikwidowano, po analizie każdego z przypadków na poziomie komendy okręgu i w porozumieniu z ZWZ, kilkunastu agentów Gestapo.
Prowadzono także akcję pomocy własnym żołnierzom i ich rodzinom, do której powołano specjalną strukturę – Tajny Biały Krzyż.

## Wydawnictwa
Konfederacja Zbrojna i Konfederacja Narodu, jako dwa piony tej samej organizacji, miały wspólny pion prasowo-wydawniczy, którym kierował Witold Rościszewski. Wydawano komunikaty prasowe, instrukcje organizacyjne oraz czasopisma. Spośród tych ostatnich z działalnością Konfederacji Zbrojnej związane były:
- "Biuletyn Żołnierski"
- "Przegląd Oficerski"
- "Myśl Polska"
- "Ogniem i Mieczem"
- "Komunikat Informacyjny Pobudki"

## Scalenie z ZWZ
Od początku istnienia KZ prowadzone były rozmowy na temat współpracy i ewentualnego scalenia z ZWZ. KZ otrzymywała z ZWZ instrukcje szkoleniowe, a także pieniądze. Inspektorzy ZWZ przeprowadzali, za zgodą dowództwa KZ, inspekcje jej oddziałów. Wszystkie ważniejsze akcje o charakterze wojskowym, zwłaszcza akcje likwidacyjne, uzgadniano z ZWZ.
Decydujące rozmowy scaleniowe miały miejsce w lipcu i sierpniu 1941 roku. Ze strony KZ brali w nich udział:
- Jan Włodarkiewicz – Komendant Naczelny,
- mjr Andrzej Grochowski (ps. "Florian) – szef Oddziału I Sztabu Głównego,
- mjr Józef Tyniec (ps. "Virtus") – kierownik sekcji 1 Oddziału I,
- mjr Zygmunt Roguski – szef Oddziału IV Sztabu Głównego.

Na przełomie lipca i sierpnia 1941 r. Jan Włodarkiewicz otrzymał już przydział w ramach ZWZ – został mianowany komendantem "Wachlarza". We wrześniu 1941 r. wydał pożegnalny rozkaz do żołnierzy KZ i przekazał dowodzenie organizacją bezpośrednio komendantowi ZWZ, gen. Roweckiemu. Scalanie jednostek terenowych trwało od listopada do zimy następnego roku. Żołnierze zachowali prawo do stopni wojskowych i odznaczeń nadanych przez dowództwo KZ. Oddziały mogły też zachować nazwy swoich macierzystych organizacji: Tajna Armia Polska, Związek Czynu Zbrojnego, Gwardia Obrony Narodowej, "Pobudka" i in.